# Pseudanthistiria emeinica
Pseudanthistiria emeinica är en gräsart som beskrevs av Shou Liang Chen och T.D.Zhuang. Pseudanthistiria emeinica ingår i släktet Pseudanthistiria och familjen gräs. Inga underarter finns listade i Catalogue of Life.